# 圖盧切什蒂鄉
45°34′N 28°02′E / 45.567°N 28.033°E
圖盧切什蒂鄉（羅馬尼亞語：Comuna Tulucești, Galați），是羅馬尼亞的鄉份，位於該國東部，由加拉茨縣負責管轄，面積72平方公里，海拔高度28米，2007年人口7,579，人口密度每平方公里105人。